# Centri fondati durante il fascismo per data di fondazione
I centri abitati di fondazione (città, paesi, borghi, rioni e quartieri di comuni storici, etc.), della bonifica o autarchici del periodo fascista, sono sottoelencati secondo l'ordine cronologico.

## 1920-1930
- Asmara, ampliamenti urbanistici e nuove costruzioni architettoniche, commissariato di Asmara, Eritrea
- Villaggio operaio Giovanni Agnelli, Villar Perosa, provincia di Torino, Piemonte
- Villaggio per impiegati Edoardo Agnelli, Villar Perosa, provincia di Torino, Piemonte
- Cardigliano o Borgo Cardigliano, frazione di Specchia, provincia di Lecce, Puglia
- Ginosa Marina o Marina di Ginosa, centro della Bonifica della Stornara, frazione di Ginosa, provincia di Taranto, Puglia

## 1920-1938
- Cheren, ampliamenti urbanistici e nuove costruzioni architettoniche, commissariato di Cheren, Eritrea

## 1920-1940
- Tientsin, ampliamenti urbanistici e nuove costruzioni architettoniche[1][2]

## 1920-1950
- Villaggio Snia, frazione di Cesano Maderno, provincia di Monza e Brianza, Lombardia

## 1922-1928
- Libertinia, frazione di Ramacca, (provincia di Catania, Sicilia. Borgo rurale fondato per iniziativa privata del barone Gesualdo Libertini nel 1922, da cui il nome. Completato tra il 1928 e il 1932 con i servizi tipici del borgo di fondazione: chiesa, scuola, ufficio postale[3].
- Santa Gilla, o "Villaggio dei Pescatori La Plaia" o di Giorgino, Cagliari, (provincia di Cagliari, Sardegna.

## 1922-1929
- Nuova Cliternia, frazione di Campomarino, provincia di Campobasso, Molise

## 1922-1930
- Villaggio Costanzo Ciano, località di Cortellazzo, Jesolo, provincia di Venezia, Veneto

## 1923-1928
- Massaua, ricostruita dopo il terremoto del 1921, commissariato di Massaua, Eritrea

## 1924
- 12 maggio: Mussolinia di Sicilia, oggi Santo Pietro, borgo della fine dell'Ottocento, frazione di Caltagirone, provincia di Catania, Sicilia

## 1924-1929
- San Cesareo, provincia di Roma, Lazio

## 1925
- Rione Luzzatti, rione di Napoli
- Villaggio Snia Viscosa, villaggio operaio presso Torino, provincia di Torino, Piemonte[4][5]

## 1925-1927
- Predappio Nuova, in località Dovia parte di Predappio, provincia di Forlì-Cesena, Emilia-Romagna

## 1925-1933
- Alberese, frazione di Grosseto, provincia di Grosseto, Toscana
- Calambrone, frazione di Pisa, provincia di Pisa, Toscana
- 1925 - 3 novembre 1932: Tirrenia, frazione di Pisa, provincia di Pisa, Toscana

## 1926-1927
- Borgo Recalmigi, oggi abbandonato, nei pressi di Castronovo di Sicilia, provincia di Palermo, Sicilia
- Borgo Filaga, provincia di Palermo, Sicilia
- Borgo Fellamonica, frazione di San Cipirello, provincia di Palermo, Sicilia

## 1926-1928
- Borgo Littorio, frazione di Godrano, provincia di Palermo, Sicilia
- Borgo Vittoria o Sìnigo, frazione di Merano, provincia di Bolzano, Trentino-Alto Adige

## 1927
- Borgo Podgora, (già Sessano), frazione di Littoria, oggi Latina, provincia di Latina, Lazio
- Sferro, frazione di Paternò, provincia di Catania, Sicilia
- Acilia, comune di Roma, provincia di Roma, Lazio
- Maccarese, comune di Fiumicino, provincia di Roma, Lazio
- Ponte Riccio, frazione di Giugliano in Campania, nella provincia di Napoli, Campania
- Venusio, comune di Matera, provincia di Matera, Basilicata

## 1927-1928
- Villaggio Santa Rita, (ex Borgo Pisciacane), frazione di Caltanissetta, provincia di Caltanissetta, Sicilia

## 1927-1930
- Villaggio Frasso, centro della Bonifica di Sibari, frazione di Corigliano Calabro, provincia di Cosenza, Calabria
- Villapiana Scalo, centro della Bonifica di Sibari, frazione di Villapiana, provincia di Cosenza, Calabria
- Sibari, centro della Bonifica di Sibari, frazione di Cassano all'Ionio, provincia di Cosenza, Calabria
- Thurio, centro della Bonifica di Sibari, frazione di Corigliano Calabro, provincia di Cosenza, Calabria
- Cantinella o Cantinelle, centro della Bonifica di Sibari, frazione di Corigliano Calabro, provincia di Cosenza, Calabria

## 1927-1933
- Villaggio Bardara, presso il Lago di Lentini o Lago Biviere, frazione di Lentini, provincia di Siracusa, Sicilia

## 1927-1937
- Valdagno, provincia di Vicenza, Veneto

## 1928
- Albanova, provincia di Napoli, Campania
- Punta Sdobba, (Friuli Venezia Giulia)
- Fossalon, frazione di Grado, provincia di Gorizia, Friuli-Venezia Giulia

## 1928-1933
- Coo o Cos (in greco: Κως, Kos), nell'Isola di Coo, Dodecaneso, Grecia

## 1928-1935
- 29 ottobre 1928 - 1935: Villaggio Mussolinia di Sardegna, già Alabirdis, oggi Arborea, provincia di Oristano, Sardegna
- Linnas, frazione di Mussolinia di Sardegna, oggi Arborea, provincia di Oristano, Sardegna
- Luri, frazione di Mussolinia di Sardegna, oggi Arborea, provincia di Oristano, Sardegna
- Pompongias, frazione di Mussolinia di Sardegna, oggi Arborea, provincia di Oristano, Sardegna
- Sassu (Centro Uno, Centro Due, Centro Tre), frazioni di Mussolinia di Sardegna, oggi Arborea, provincia di Oristano, Sardegna
- S'Ungroni, frazione di Mussolinia di Sardegna, oggi Arborea, provincia di Oristano, Sardegna
- Tanca Marchese, frazione di Terralba, provincia di Oristano, Sardegna
- Torrevecchia, frazione di Mussolinia di Sardegna, oggi Arborea, provincia di Oristano, Sardegna
- San Priamo Villaggio Giurati, frazione di San Vito, provincia di Cagliari, Sardegna

## 1929
- Borgo Sabotino, frazione di Littoria, oggi Latina, provincia di Latina, Lazio
- Borgo Grappa, frazione di Littoria, oggi Latina, provincia di Latina, Lazio
- Borgo San Michele, frazione di Littoria, oggi Latina, provincia di Latina, Lazio
- Doganella di Ninfa, frazione di Cisterna di Latina e Sermoneta, provincia di Latina, Lazio
- Fertilia, provincia di Napoli, Campania
- Villaggio Montecatini, frazione di Merano, provincia di Bolzano, Trentino-Alto Adige
- Montegrosso, frazione di Andria, provincia di Barletta-Andria-Trani, Puglia
- Peveragno Rodio, oggi Calamona o Epano Kalamon (in greco: Επάνω Καλαμών), villaggio rurale nel comune di Petaloudes (in greco: Πεταλούδες), con sede comunale a Cremastò o Kremasti (in greco: Κρεμαστή), nell'Isola di Rodi, Colonia del Dodecaneso, oggi Grecia

## 1930
- Piana d'Arsa (in croato: Polje Čepić), frazione di Chersano (in croato: Kršan), provincia di Pola, Istria, Venezia Giulia, ora in Croazia
- Albinia, frazione di Orbetello, provincia di Grosseto, Toscana

## 1931
- Borgo Carso, frazione di Littoria, oggi Latina, provincia di Latina, Lazio
- Borgo Isonzo, frazione di Littoria, oggi Latina, provincia di Latina, Lazio
- Borgo Piave, frazione di Littoria, oggi Latina, provincia di Latina, Lazio
- Rione Littorio, oggi Europa-Novacella, rione di Bolzano, provincia di Bolzano, Trentino-Alto Adige
- Zona Industriale di Bolzano, comune di Bolzano, provincia di Bolzano, Trentino-Alto Adige
- Villaggio Piana di Sibari 1, comune di Cassano all'Ionio, provincia di Cosenza, Calabria
- Villaggio Piana di Sibari 2, comune di Cassano all'Ionio, provincia di Cosenza, Calabria
- Villaggio Piana di Sibari 3, comune di Cassano all'Ionio, provincia di Cosenza, Calabria
- Sant'Eufemia Lamezia, oggi quartiere di Lamezia Terme, provincia di Catanzaro, Calabria
- San Pietro a Maida Scalo, frazione di San Pietro a Maida, in (provincia di Catanzaro, Calabria)
- Curinga Scalo, frazione di Curinga, provincia di Catanzaro, Calabria

## 1932
- 30 giugno: Littoria, oggi Latina, provincia di Latina, Lazio
- Ampio, frazione di Castiglione della Pescaia, provincia di Grosseto, Toscana
- Macchiascandona o Macchia Scandona, frazione di Castiglione della Pescaia, provincia di Grosseto, Toscana
- Spergolaia, frazione di Grosseto, (provincia di Grosseto, Toscana)
- Policoro, ricostruito su preesistenza e già frazione di Montalbano Jonico, provincia di Matera, Basilicata
- Scanzano Jonico, centro della Bonifica del Metaponto e già frazione di Montalbano Jonico, provincia di Matera, Basilicata

## 1932-1933
- Borgo Pasubio, frazione di Pontinia, provincia di Latina, Lazio
- Borgo Bainsizza, frazione di Littoria, oggi Latina, provincia di Latina, Lazio
- Borgo Faiti, frazione di Littoria, oggi Latina, provincia di Latina, Lazio
- Borgo Montello, frazione (rifondata e ripopolata) di Littoria, oggi Latina, provincia di Latina, Lazio

## 1933
- Villaggio Beda Littoria, provincia di Bengasi, Cirenaica, Libia
- Villaggio Luigi di Savoia, provincia di Bengasi, Cirenaica, Libia
- Villaggio Primavera in seguito denominato Luigi Razza (provincia di Bengasi, Cirenaica, Libia)
- Villaggio Giovanni Berta, provincia di Bengasi, Cirenaica, Libia
- Niccioleta, villaggi minerari, comune di Massa Marittima, provincia di Grosseto, Toscana
- Ribolla, villaggi minerari, comune di Roccastrada, provincia di Grosseto, Toscana
- Salle del Littorio, ricostruito dopo il terremoto, oggi Salle, provincia di Pescara, Abruzzo
- Pigadia (in greco: Πηγάδια), nell'Isola di Scarpanto, Dodecaneso, Grecia

## 1933-1934
- Littoria Scalo, oggi Latina Scalo, frazione di Littoria, oggi Latina, provincia di Latina, Lazio
- Borgo Flora, frazione di Cisterna di Latina, provincia di Latina, Lazio
- 1933 - 15 aprile 1934: Sabaudia, provincia di Latina, Lazio
- Portolago, oggi Lakki (in greco: Λακκι), nell'Isola di Lero o Leros, Colonia del Dodecaneso), oggi in Grecia

## 1934
- Metaurillia, frazione di Fano, provincia di Pesaro-Urbino, Marche

## 1934-1935
- Colleferro, provincia di Roma, Lazio
- Borgo Vodice, frazione di Sabaudia, provincia di Latina, Lazio
- Borgo Hermada, frazione di Terracina, provincia di Latina, Lazio
- Borgo Montenero, frazione di San Felice Circeo, provincia di Latina, Lazio
- Borgo San Donato, frazione di Sabaudia, provincia di Latina, Lazio
- Mezzanone o Borgo Mezzanone, conosciuto come Borgo La Serpe (in ricordo del giovane fascista cerignolano Raffaele La Serpe, morto durante il tentativo di occupazione della Camera del Lavoro di San Severo), frazione di Manfredonia, provincia di Foggia, Puglia
- 1934 - 18 dicembre 1935: Pontinia, provincia di Latina, Lazio

## 1934-1943
- Villaggio Calik, frazione di Alghero, provincia di Sassari, Sardegna

## 1935
- Pian de Valli-Terminillo, presso Rifugio Capanna Trebbiani, frazione di Rieti, provincia di Rieti, Lazio
- Villaggio Pergusa o Pergusa, frazione di Enna, provincia di Enna, Sicilia
- Borgo Cascino[6], frazione di Enna, provincia di Enna, Sicilia

## 1935-1936
- Bacu Abis: nuovo villaggio carbonifero (rifondato e ripopolato), frazione di Carbonia, provincia di Carbonia-Iglesias, Sardegna
- Campochiaro, oggi Eléusa o Eleussa (in greco: Ελεούσα), villaggio rurale nel comune di Camiro o Kameiros, o Kamiros (in greco: Κάμειρος), nell'Isola di Rodi, Colonia del Dodecaneso, oggi Grecia

## 1935-1938
- Tresigallo, provincia di Ferrara, Emilia-Romagna

## 1936
- 27 ottobre: Luigi Razza, villaggio per pescatori zona di Porto Lago o Ubli (in croato Uble), nell'Isola di Lagosta, (in croato Lastovo), già provincia di Zara, poi provincia di Spalato, ora Regione raguseo-narentana in Croazia
- Villaggio Maddalena, provincia di Bengasi, Cirenaica, Libia
- Costanzo Ciano, oggi Villaggio Garibaldi, presso Livorno, provincia di Livorno, Toscana
- San Marco di Cattavia, oggi Cattavia (in greco: Κατταβία), villaggio rurale nel comune di Rodi Sud o Gennadi (in greco: Νότια Ρόδος - Nótia Ródos, Γεννάδι, Ghennadi), nell'Isola di Rodi, Colonia del Dodecaneso, oggi Grecia
- Torre in Lambi o Lambi di Coo, (in greco: Λάμπης, Lambi), villaggio rurale nel comune di Coo, nell'Isola di Coo, Colonia del Dodecaneso, Grecia
- Anguillara di Coo, dal 1939 denominato Vittorio Egeo, oggi Linopoti (in greco: Λινοπότης, Linopotis), villaggio rurale nel comune di Dicheo (in greco: Δίκαιος, Dikaios), nell'Isola di Coo, Colonia del Dodecaneso, oggi Grecia

## 1936-1937
- Villaggio Operaio dell'Elce, frazione operaia di Perugia[7], provincia di Perugia, Umbria
- Villaggio Grottamurata, frazione di Sant'Angelo Muxaro, provincia di Agrigento, Sicilia[8]
- 1936 - 29 ottobre 1937: Aprilia, provincia di Latina, Lazio
- 21 aprile 1936 (fondazione) - 4 novembre 1937 (inaugurazione): Arsia (in croato Raša), già provincia di Pola, Istria, Venezia Giulia, ora in Croazia

## 1936-1938
- San Benedetto Colimbi o San Benedetto Corimbi, o Savona, oggi Kolymbia (in greco: Κολύμπια), villaggio rurale nel comune di Afando (in greco: Αφάντου, Afantou), nell'Isola di Rodi, Colonia del Dodecaneso, oggi Grecia

## 1936-1943
- 8 marzo 1936 - 1943: Fertilia, frazione di Alghero, provincia di Sassari, Sardegna
- Campo Giavesu, frazione di Giave, provincia di Sassari, Sardegna
- Strovina, frazione di Sanluri, provincia del Sud Sardegna, Sardegna

## 1937
- 19 agosto: Bellolampo, ora anche Pizzo Capra, frazioni di Palermo, provincia di Palermo, Sicilia
- Guidonia, comune di Guidonia Montecelio, provincia di Roma, Lazio
- Fratelli Grinzato, comune di Vigonza, provincia di Padova, Veneto
- Borgo Aquila, frazione di Monreale, provincia di Palermo, Sicilia
- Borgo Saladino, frazione di Monreale, provincia di Palermo, Sicilia

## 1937-1938
- Torviscosa, provincia di Udine, Friuli-Venezia Giulia
- Borgo Brunner, frazione di Aquileia, provincia di Udine, Friuli-Venezia Giulia
- Villaggio Bianchi o Michele Bianchi, provincia di Tripoli, Tripolitania, Libia
- Corvinia, villaggio rurale e per dipendenti aeroportuali, già frazione di Montecorvino Rovella, oggi di Pontecagnano, provincia di Salerno, Campania
- 1937 (costruzione) - 26 giugno 1938 (inaugurazione): Farinia, villaggio rurale di Pontecagnano, provincia di Salerno, Campania
- 9 giugno 1937 (fondazione) - 18 dicembre 1938 (inaugurazione): Carbonia provincia di Carbonia-Iglesias, Sardegna

## 1938
- Villaggio Baracca, provincia di Bengasi, Cirenaica, Libia
- Villaggio Battisti, provincia di Bengasi, Cirenaica, Libia
- Villaggio Breviglieri, provincia di Tripoli, Tripolitania, Libia
- Villaggio D'Annunzio, provincia di Bengasi, Cirenaica, Libia
- Villaggio Castel Benito, oggi Ben Gascir o Ben Ghashir, provincia di Tripoli, Tripolitania, Libia
- Villaggio Garabulli o Castelverde, oggi Gasr Garabulli, provincia di Tripoli, Tripolitania, Libia
- Villaggio Giordani, provincia di Tripoli, Tripolitania, Libia
- Villaggio Mameli, provincia di Bengasi, Cirenaica, Libia
- Villaggio Oberdan, provincia di Bengasi, Cirenaica, Libia)
- Villaggio Filzi, provincia di Bengasi, Cirenaica, Libia
- Villaggio Sauro, provincia di Bengasi, Cirenaica, Libia
- Villaggio Oliveti o Olivetti, provincia di Tripoli, Tripolitania, Libia
- Villaggio musulmano Chadra o Verde, provincia di Bengasi, Cirenaica, Libia
- Villaggio musulmano El Fager o Al Fajr o Alba, provincia di Bengasi, Cirenaica, Libia
- Villaggio musulmano Gedida o Jadida o Nuova, provincia di Bengasi, Cirenaica, Libia
- Villaggio musulmano Mansura o Vittoriosa. provincia di Bengasi, Cirenaica, Libia
- Villaggio musulmano Nahiba o Risorta, provincia di Bengasi, Cirenaica, Libia
- Villaggio musulmano Zahra o Fiorita, provincia di Bengasi, Cirenaica, Libia
- Villaggio musulmano Mahamura o Mamura o Fiorente, provincia di Tripoli, Tripolitania, Libia
- Villaggio musulmano Nahima o Naima o Deliziosa, provincia di Tripoli, Tripolitania, Libia
- Brentella, frazione presso Mestre, Venezia, provincia di Venezia, Veneto
- Campo dei Fiori, Milano, provincia di Milano, Lombardia
- Candiana-Borgo Littorio, provincia di Padova, Veneto
- Ritiro, frazione di Messina, provincia di Messina, Sicilia
- Sabbioni, frazione presso Mestre, Venezia, provincia di Venezia, Veneto
- Villaggio Roma, frazione di Torviscosa, provincia di Udine, Friuli-Venezia Giulia
- Anita, presso Valli di Comacchio e Alfonsine, nel comune di Argenta, provincia di Ferrara, Emilia-Romagna
- Corticella, frazione di Bologna, provincia di Bologna, Emilia-Romagna
- Minerbio, provincia di Bologna, Emilia-Romagna
- Principe di Napoli, villaggio in località Castagnola, provincia di Lucca, Toscana
- Villaggio della Rivoluzione, frazione di Bologna, provincia di Bologna, Emilia-Romagna
- 18 settembre: Aquilinia, località Zaule, Muggia, provincia di Trieste, Friuli-Venezia Giulia
- 25 settembre: Pasubio, presso Schio, provincia di Vicenza, Veneto
- 4 novembre: Volania, presso argine dello Spino, nel comune di Comacchio, provincia di Ferrara, Emilia-Romagna
- 27 dicembre 1938: Alessandro Mussolini, comune di Forlì, provincia di Forlì-Cesena, Emilia-Romagna

## 1938-1939
- Villaggio Micca, provincia di Tripoli, Tripolitania, Libia
- Villaggio Crispi, provincia di Misurata, Tripolitania, Libia
- Villaggio Gioda, provincia di Misurata, Tripolitania, Libia
- Villaggio Garibaldi, provincia di Misurata, Tripolitania, Libia
- Villaggio Marconi, provincia di Misurata, Tripolitania, Libia
- Villaggio Tazzoli, provincia di Tripoli, Tripolitania, Libia
- Villaggio Borgo Torelli, provincia di Bengasi, Cirenaica, Libia
- Tavernola, frazione di Foggia, provincia di Foggia, Puglia
- Loconia, frazione di Canosa di Puglia, provincia di Barletta-Andria-Trani, Puglia
- Ginosa Marina o Marina di Ginosa, frazione di Ginosa, provincia di Taranto, Puglia
- Borgo Perrone, villaggio di bonifica in località Acque Alte, frazione di Castellaneta, provincia di Taranto, Puglia
- Castellaneta Marina, frazione di Castellaneta, provincia di Taranto, Puglia
- Costanzo Ciano, presso Alessandria, provincia di Alessandria, Piemonte
- Costanzo Ciano, villaggio in località Villa Ospizio, presso Reggio Emilia, provincia di Reggio Emilia, Emilia-Romagna
- Siponto, frazione di Manfredonia, provincia di Foggia, Puglia
- Villa Santa Croce, villaggio presso Reggio Emilia, provincia di Reggio Emilia, Emilia-Romagna
- 1938 - 8 ottobre 1939: Rione Dux, oggi quartiere Don Bosco, rione di Bolzano, provincia di Bolzano, Trentino-Alto Adige
- 1938 - 29 ottobre 1939: Pomezia, provincia di Roma, Lazio

## 1938-1940
- Centro Colonico Villaggio Marconi, oggi Centro Agricolo, frazione di Pisticci, provincia di Matera, Basilicata
- 1938 - 14 aprile 1940 (inaugurazione): Bosco Salice, attuale Marconia, frazione di Pisticci, provincia di Matera, Basilicata

## 1939
- Villaggio Corradini, provincia di Misurata, Tripolitania, Libia
- Villaggio Littoriano, provincia di Misurata, Tripolitania, Libia
- Verbania, provincia del Verbano-Cusio-Ossola, Piemonte
- Borgo Grappa o Frigole, frazione di Lecce, provincia di Lecce, Puglia
- Borgo Piave o Frigole, frazione di Lecce, provincia di Lecce, Puglia
- Porto Cesareo, frazione di Lecce, provincia di Lecce, Puglia
- Sant'Ambrogio in Fiera, provincia di Treviso, Veneto
- Borgo Roma, in località Tomba, Verona, provincia di Verona, Veneto
- Costanzo Ciano, in località Fossoli, comune di Carpi, provincia di Modena, Emilia-Romagna
- 27 maggio: Breda, villaggio industriale sulla Via Casilina, Roma, provincia di Roma, Lazio

## 1939-1940
- Borgo Giuliano o Borgo Salvatore Giuliano, frazione di San Teodoro, provincia di Messina, Sicilia
- Celdit, villaggio operaio presso Chieti, provincia di Chieti, Abruzzo
- San Salvo Marina, frazione di San Salvo, provincia di Chieti, Abruzzo

## 1939-1941
- Borgo Petilia, già Borgo Gattuso o Gigino Gattuso, frazione di Caltanissetta, provincia di Caltanissetta, Sicilia
- Borgo Rizza o Angelo Rizza, frazione di Carlentini, provincia di Siracusa, Sicilia
- Borgo Fazio o Amerigo Fazio, frazione di Trapani, provincia di Trapani, Sicilia
- Borgo G. Ferrara, già Madonna del Rosario, provincia di Palermo, Sicilia
- Borgo "Z", Trapani, provincia di Trapani, Sicilia
- Borgo "X", provincia di Agrigento, Sicilia
- Poggio Benito, provincia di Agrigento, Sicilia

## 1939-1942
- Segezia, frazione di Foggia, provincia di Foggia, Puglia

## 1939-1943
- Incoronata o Borgo Incoronata, frazione di Foggia, provincia di Foggia, Puglia
- Giardinetto o Borgo Giardinetto, frazione di Orsara di Puglia, provincia di Foggia, Puglia
- Borgo Rurale Appio, frazione di Grazzanise, provincia di Caserta, Campania
- Licola, frazione di Pozzuoli, provincia di Napoli, Campania
- Piana del Dragone, Campania
- Tramariglio, frazione di Alghero, Sardegna

## 1939-1956
- Borgo Domizio o Borgo Domitio, frazione di Castel Volturno, provincia di Caserta, Campania

## 1940
- Borgo San Pietro, frazione di Petrella Salto, provincia di Rieti, Lazio, ricostruito dopo l'erezione della diga del Salto e la conseguente sommersione del borgo medievale
- 16 dicembre: Borgo Lupo o Pietro Lupo, frazione di Mineo, provincia di Catania, Sicilia
- 19 dicembre: Borgo Schirò o Borgo Giacomo Schirò (abbandonato), frazione di Monreale, provincia di Palermo, Sicilia

## 1940-1941
- Scanzano Jonico, provincia di Matera, Basilicata

## 1940-1943
- Borgo Cervaro, frazione di Foggia, provincia di Foggia, Puglia

## 1941-1943
- Borgo Borzellino o Angelo Borzellino (abbandonato), frazione di San Giuseppe Jato, provincia di Palermo, Sicilia
- Borgo Callea, frazione di Cammarata, (provincia di Agrigento, Sicilia)
- Borgo Bonsignore o Antonino Bonsignore, frazione di Ribera, provincia di Agrigento, Sicilia
- Villaggio Mosè, frazione di Agrigento, provincia di Agrigento, Sicilia
- Borgo Burrainiti, frazione di Agrigento, provincia di Agrigento, Sicilia
- Borgo Tumarrano, provincia di Agrigento (Sicilia)
- Villaggio Villanova, frazione di Villarosa, provincia di Enna (Sicilia)
- Villaggio Santa Barbara, provincia di Caltanissetta, Sicilia
- Borgo Ventimiglia o Arrigo Maria Ventimiglia, frazione di Caltagirone, provincia di Catania, Sicilia
- Borgo Schisina, frazione di Francavilla di Sicilia, provincia di Messina, Sicilia
- Borgo Ingrao, provincia di Enna, Sicilia
- Borgo Cascino o Antonino Cascino, frazione di Enna, provincia di Enna, Sicilia
- Borgo Ciclino, provincia di Enna, Sicilia
- Borgo Manganaro, frazione di Vicari, provincia di Palermo, Sicilia
- Borgo Riena (abbandonato), frazione di Castronuovo, provincia di Palermo, Sicilia
- Borgo Margana, frazione di Prizzi, provincia di Palermo, Sicilia
- Borgo Fiumefreddo, frazione di Siracusa, provincia di Siracusa, Sicilia
- Borgo Caracciolo, frazione di Bronte, provincia di Catania, Sicilia
- Borgo Baccarato, frazione di Aidone, provincia di Enna, Sicilia
- Borgo Badia, frazione di Buseto Palizzolo, provincia di Trapani, Sicilia
- Borgo Livio Bassi Ummari frazione di Trapani, provincia di Trapani, Sicilia
- Borgo Binuara, frazione di Trapani, provincia di Trapani, Sicilia
- Borgo Bruca, frazione di Buseto Palizzolo, provincia di Trapani, Sicilia
- Borgo Capparini, frazione di Monreale, provincia di Palermo, Sicilia
- Borgo Castagnola, frazione di Contessa Entellina, provincia di Palermo, Sicilia
- Borgo Ficuzza, frazione di Cammarata, provincia di Agrigento, Sicilia
- Borgo Guttadauro, frazione di Butera, provincia di Caltanissetta, Sicilia
- Borgo Gurgazzi, frazione di Butera, provincia di Caltanissetta, Sicilia
- Borgo La Loggia, frazione di Agrigento, provincia di Agrigento, Sicilia
- Borgo Manfria, frazione di Gela, provincia di Caltanissetta, Sicilia
- Borgo Pasquale, frazione di Cammarata, provincia di Agrigento, Sicilia
- Borgo Piano Cavaliere, frazione di Contessa Entellina, provincia di Palermo, Sicilia
- Borgo Piano della Torre, frazione di Morfia - Francavilla di Sicilia, provincia di Messina, Sicilia
- Borgo Pizzillo, frazione di Contessa Entellina, provincia di Palermo, Sicilia
- Borgo Portella della Croce, frazione di Prizzi, provincia di Palermo, Sicilia
- Borgo Roccella, frazione di Contessa Entellina, provincia di Palermo, Sicilia
- Borgo Runza, frazione di Mazara del Vallo, provincia di Trapani, Sicilia
- Borgo Vicaretto, frazione di Castellana Sicula, provincia di Palermo, Sicilia

## 1942
- 15 maggio: Cortoghiana, provincia di Carbonia-Iglesias, Sardegna
- 28 ottobre: Piedalbona, già Pozzo Littorio d'Arsia, provincia di Pola, Istria, Venezia Giulia, ora in Croazia
- Levade, frazione di Pola, provincia di Pola, Istria, Venezia Giulia, ora in Croazia
- Testona Torinese, villaggio operaio, frazione di Moncalieri, provincia di Torino, Piemonte

## 1942-1943
- Sottopédena, (in croato: Podpićan), frazione di Chersano (in croato: Kršan), provincia di Pola, Istria, Venezia Giulia, ora in Croazia